# Pico Balaitús
El pico de Balaïtous (3144 m) es el pico más alto del macizo de Balaitús, un macizo granítico de los Pirineos situado en la frontera entre Francia y España. También llamado pico Moros.

## Topografía
Está en el fondo del Val d'Azun. Forma parte del macizo de Balaitús, separado del pico Palas (2974 m) y del pico Arriel (2824 m) al oeste por pequeños circos glaciares, donde se encuentran lagos como el Micoulaou y el Batcrabère. Situado en la División Continental, la cresta de los picos Arriel-Palas-Balaïtous marca la ruta para la frontera franco-española.
El glaciar de las Néous está situado en el valle al este de la cumbre, es el último glaciar del Balaitús; los de Frondella, Col Noir, Araillé y Pabat han desaparecido o permanecen en verano en forma restringida de neveros. Pero los rastros de sus pasajes aún son visibles en el sitio lacustre de La Pacca o en las morrenas laterales de la cuenca del glaciar
Al norte de la cresta, está el Vallon d'Araillé.
La cumbre está enmarcada por varios refugios como Ledormeur, Larribet, Respomuso. En su ladera norte, encontramos la gran diagonal, un largo y espectacular corredor, tallado en piedra que permite el acceso en verano a través de esta inmensa pared. Cerca de la cumbre, podemos ver la brecha de las Isardas

## Geología
El macizo de Balaitús es un macizo de granito que forma parte integrante del macizo granítico vecino de Cauterets. Sin embargo, hay rocas calizas en su cumbre en las que se incrustan fósiles de animales marinos.

## Rutas de acceso
Hoy en día hay muchas rutas para escalar, pero ninguna de ellas es realmente fácil, especialmente por la diferencia de altitud, que es de más de 1500 m desde cualquier punto accesible en coche. Las rutas más populares están a lo largo del glaciar Las Neo. Algunas rutas, que conducen a la cumbre desde el lado español, toman la diagonal característica del Balaitús. Los refugios franceses de Larribet (2060 m), Balaïtous (G. Ledormeur) (1970 m) o Arrémoulit (2305 m) son posibles puntos de partida. En el lado español se puede usar el refugio de Respomuso.
El refugio de Michaud cerca del Col Noir, en el lado español, es un refugio en caso de mal tiempo. 